# رمی لوران
رمی لوران (فرانسوی: Rémi Laurent‎؛ ‏ ۱۲ اکتبر ۱۹۵۷ – ۱۴ نوامبر ۱۹۸۹) بازیگر اهل فرانسه بود.
از فیلم‌ها یا برنامه‌های تلویزیونی که وی در آن نقش داشته‌است می‌توان به هدیه، بیا مخ اون دخترهای انگلیسی را بزنیم و قفسی برای دیوانگان اشاره کرد.